# Мадгурі Діксіт
Мадгурі Діксіт або Мадгурі Дікшіт (англ. Madhuri Dixit, нар. 15 травня 1967 року, Бомбей) — індійська кіноакторка, яка знімається у гіндімовних фільмах.
Її кар'єра почалася не дуже вдало, але через кілька років Мадгурі потрапила в плеяду найвідоміших індійських актрис і була внесена в книгу Рекордів Гіннеса у 2001 році, як найбільш високооплачувана серед них. Художник М. Ф. Гусейн називав її своєю музою. Володар найбільшого числа номінацій на премію Filmfare в категорії «Краща жіноча роль» (13), в яких чотири рази здобула перемогу. У 2008 році була нагороджена Падма Шрі четвертої вищою цивільною нагородою Індії за внесок у кіномистецтво.

## Життєпис
Мадгурі Діксіт народилася 15 травня 1967 року в Бомбеї в родині індусів вищої касти, які розмовляють мовою маратхі. Її мати звуть Снеглата, а батька — Шанкар, крім того, у Мадгурі є дві сестри: Рупа і Бгараті, і брат Аджіт.
У дитинстві Мадгурі не мріяла про кар'єру акторки або танцівниці, що не завадило їй навчитися танцювати катгак. Дівчинка ходила в школу, а після закінчення вступила в бомбейський коледж Парле на курс мікробіології. І тільки здобувши диплом бакалавра, Мадгурі нарешті задумалась про кар'єру акторки.
Мадгурі — одна з небагатьох боллівудських актрис 80-х років, яка здобула повну шкільну освіту і до того ж має ступінь бакалавра з мікробіології.